# 中央美术学院美术馆
39°59′04″N 116°27′54″E / 39.984369°N 116.465065°E

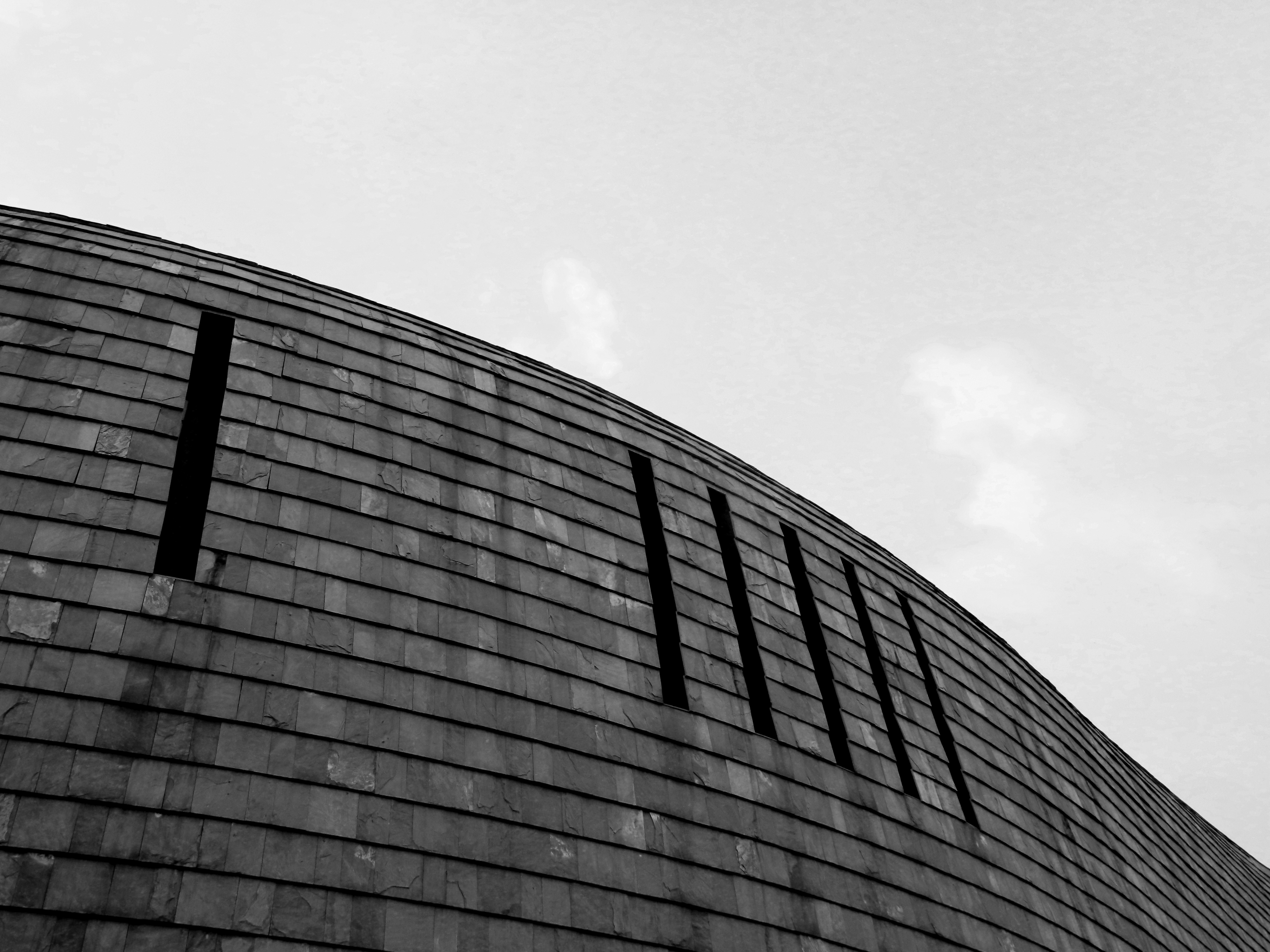
中央美术学院美术馆

中央美术学院美术馆位于北京市朝阳区花家地南街8号的中央美术学院校园内，是中央美术学院的美术馆。

## 历史
中央美术学院美术馆的前身是中央美术学院陈列馆，建于1953年，位于北京市东城区校尉胡同5号。馆藏品1.3万多件。1998年，“中央美术学院陈列馆”更名为“中央美术学院美术馆”。2012年，位于校尉胡同的“原中央美术学院美术馆”被列为北京市东城区普查登记文物。
中央美术学院美术馆新馆于2008年3月竣工，位于朝阳区花家地南街8号的中央美术学院校园内。该馆总面积14777平方米。展览面积达到6000多平方米。地上四层，地下二层，局部地下一层。其中，地上二层为常设展厅；专题展厅设在地上三层及四层。藏品库房位于地下二层。公共服务设施多数位于地上一层，包括国际会议厅、总服务台、寄存处、咖啡厅、书店、礼品店等等。 

## 展览

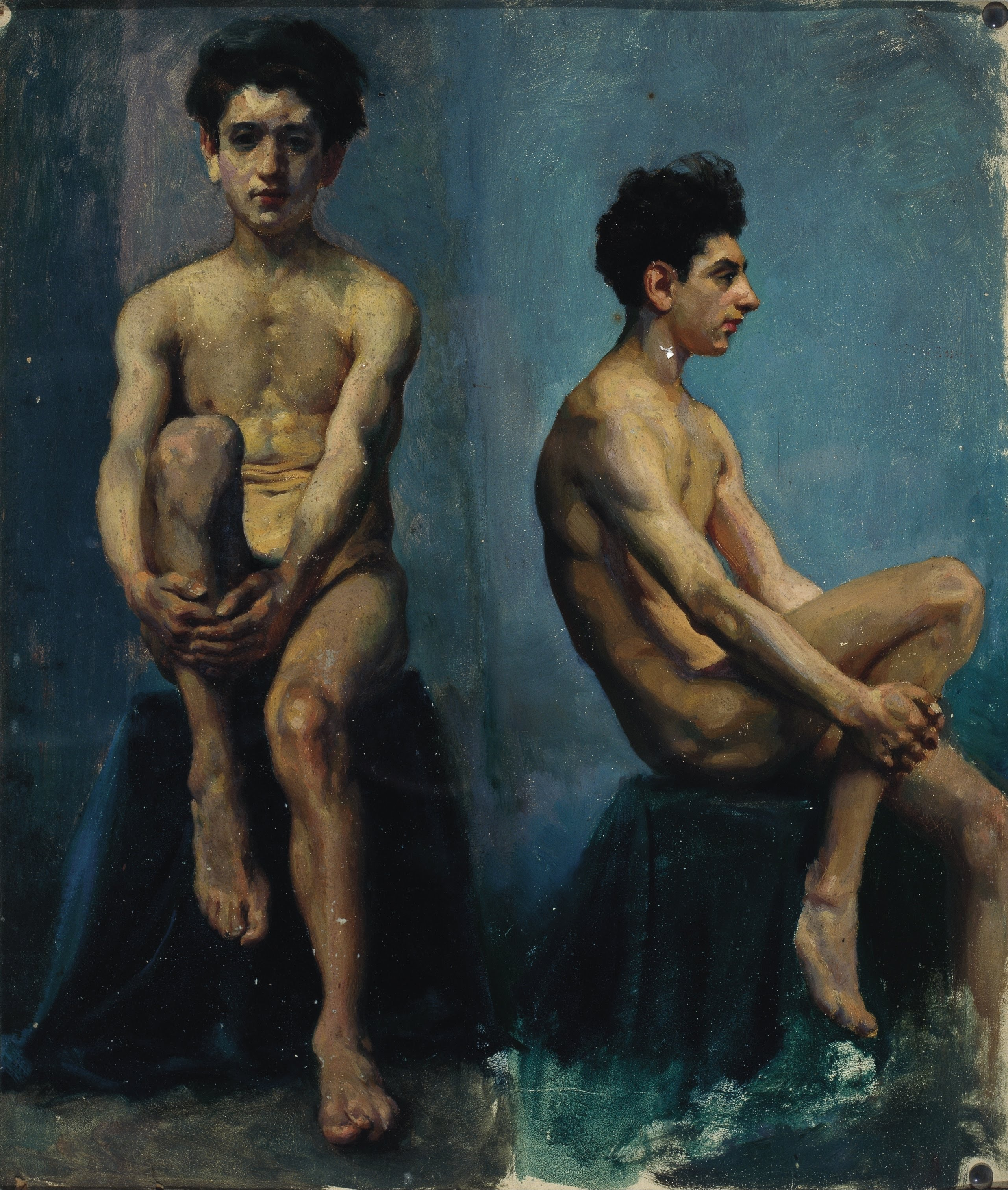
徐悲鸿《男人体正侧面速写》（1924年）

2012年11月27日，该馆推出“中央美术学院美术馆藏国立北平艺专精品陈列（西画部分）”，展出至2013年6月。此展览由该美术馆自主策划，是对馆藏国立北平艺专作品的第一次专题展出。展出的部分主要作品有：
- 艾中信《枕戈达旦》、《雪里送炭》（1947年）、《紫禁城残雪》（1947年）、《蜀山隆冬》（1943年）、《斑鸠》（1946年）
- 李毅士《陈师曾像》（1920年）、《王梦白像》（1920年）
- 徐悲鸿《男人体正侧面速写》（1924年）
- 吴法鼎《旗装女人像》（1920年代）
- 齐振杞《郊区平民》、《东单小市》（1948年）、《东单操场》（1948年）、《无题（会战）》（1940年代）、《双人肖像》（1944年）
- 吴作人《纤夫》（1933年）、《开会的人》（1933年）
- 萧淑芳《庐山》（1933年）、《北海溜冰》（1935年）
- 孙宗慰《自画像》（1940年代）、《青城幽径》（1947年）、《蒙藏女子歌舞》（1942年）、《灌县风景》（1943年）、《梵音》（1947年）
- 冯法祀《捉虱子》（1942年）
- 戴泽《农民小组会》
- 李宗津《平民食堂》（1947年）
- 富家珍《女人体》（1939年，辅导老师为林乃干）
- 矢崎千代二《北海》（1947年）、《故宫角楼》（1947年）
- 宋步云《白皮松》（1947年）
- 常书鸿《静物》（1940年代）、《静物》（1940年代）、《女人体》（1940年代）
- 秦宣夫《王临乙像》（1945年）